# Феррарська сеньйорія

Герб Естенського дому і Феррарської сеньйорії

Ферра́рська сеньйо́рія (італ. Signoria di Ferrara) — в 1208–1471 роках сеньйорія в Північній Італії, з центром у місті Феррара. Належала маркізам з Естенського дому. Окрім Феррари і околиць згодом мала у своєму складі Модену і Реджо. 1471 року на основі сеньйорії виникло Феррарське герцогство.

## Назва
- Ферра́рська сеньйо́рія (італ. Signoria di Ferrara) — італійська назва.
- Феррарська марка, або Феррарський маркізат (італ. Marchesato di Ferrara) — поширена історіографічна назва, через те, що сеньйорією керували маркізи; проте офіційно вона не мала такого статусу.

## Історія
- 1115—1208: Феррара як вільна комуна[1].
- 1208: створена Феррарська сеньйорія[1].
- 1236—1240: Феррара входить до Священної Римської імперії і керується родиною Тореллі[1].
- 17 лютого 1264: у Феррарі почалося спадкове правління Естенського дому. Обіццо II д'Есте проголосили довічним правителем Феррари[1].
- 1288: Обіццо II став сеньйором сусідньої Модени[1].
- 1289: Обіццо II став сеньйором сусіднього Реджо[1].
- 10 жовтня 1309: Феррара анексована Венеційською республікою[1].
- 28 серпня 1309: Феррара перейшла під управління Папської держави[1].
- 22 серпня 1317: відновлено сеньйорію під управлінням Естенського дому[1].
- 1452: Есте створили герцогство Модена і Реджо[1].
- 14 квітня 1471: Есте створили Феррарське герцогство[1].

## Сеньйори
Сеньйори Феррарські, Моденські і Реджоські. Мали титул маркізів.
- 1264—1293: Обіццо II д'Есте.
- 1293—1308: Аццо VIII д'Есте.
- 1308—1326: Альдобрандіно II д'Есте.
- 1317—1352: Обіццо II д'Есте.
- 1317—1335: Нікколо I д'Есте.
- 1352.03.20 — 1361.11.03: Альдобрандіно III д'Есте[1].
- 1361.11.03 — 1388.03.26: Нікколо II д'Есте[1].
- 1388.03.26 — 1393.07.30: Альберто д'Есте[1].
- 1393.07.30 — 1441.12.26: Нікколо III д'Есте (з 1409.07.27 — також сеньйор Пармський)[1]; Між 1393.07.30 — 1402 сеньйорією керувала Регентська рада (Філіппо де Роберті, Томмазо делі Обіцці, Бартоломео делла Мелла, Джованні дель Сале)[1].
- 1441.12.26 — 1450.10.01: Леонелло д'Есте[1].

1239 — 1431
1450.10.01 — 1471.04.14: Борсо д'Есте (від 18 травня 1452 — герцог Моденський і Реджоський, маркіз Естенський)[1].
1452 — 1471
1471

- 1239 — 1431
- 1431 — 1452
- 1452 — 1471
- 1471